# Haven (album)
Haven este al unsprezecelea album de studio înregistrat de formația americană de power metal Kamelot. Albumul a fost produs de Sascha Paeth și remasterizat de Jacob Hansen. Coperta a fost creată de Stefan Heilemann . Printre interpreții care au contribuit pe album se mai numără Alissa White-Gluz (Arch Enemy), Troy Donockley (Nightwish) și Charlotte Wessels (Delain).

## Lista melodiilor
| Ediția standard |                                  |                                                                          |         |  |
| Nr.             | Titlu                            | Note                                                                     | Lungime |  |
| 1.              | „Fallen Star”                    |                                                                          | 4:39    |  |
| 2.              | „Insomnia”                       |                                                                          | 4:13    |  |
| 3.              | „Citizen Zero”                   |                                                                          | 5:49    |  |
| 4.              | „Veil of Elysium”                |                                                                          | 3:54    |  |
| 5.              | „Under Grey Skies”               | în colaborare cu Charlotte Wessels (Delain) & Troy Donockley (Nightwish) | 4:52    |  |
| 6.              | „My Therapy”                     |                                                                          | 4:26    |  |
| 7.              | „Ecclesia”                       |                                                                          | 0:44    |  |
| 8.              | „End of Innocence”               |                                                                          | 3:49    |  |
| 9.              | „Beautiful Apocalypse”           | în colaborare cu Charlotte Wessels (Delain)                              | 4:25    |  |
| 10.             | „Liar Liar (Wasteland Monarchy)” | în colaborare cu Alissa White-Gluz (Arch Enemy)                          | 5:54    |  |
| 11.             | „Here's to the Fall”             |                                                                          | 4:04    |  |
| 12.             | „Revolution”                     | în colaborare cu Alissa White-Gluz (Arch Enemy)                          | 4:49    |  |
| 13.             | „Haven”                          |                                                                          | 2:14    |  |
| Lungime totală: | Lungime totală:                  | Lungime totală:                                                          | 54:53   |  |

| Varianta japoneză |                      |         |  |
| Nr.               | Titlu                | Lungime |  |
| 14.               | „The Ties That Bind” | 3:52    |  |

| Varianta pe vinil |                  |         |  |
| Nr.               | Titlu            | Lungime |  |
| 14.               | „At First Light” | 5:07    |  |

## Clasamente
| Clasament (2015)                         | Poziție de vârf |
| ---------------------------------------- | --------------- |
| Austrian Albums (Ö3 Austria)             | 41              |
| Belgian Albums (Ultratop Flanders)       | 54              |
| Belgian Albums (Ultratop Wallonia)       | 104             |
| Dutch Albums (MegaCharts)                | 23              |
| Finnish Albums (Suomen virallinen lista) | 12              |
| French Albums (SNEP)                     | 150             |
| German Albums (Media Control)            | 14              |
| Japanese Albums (Oricon)                 | 28              |
| Spanish Albums (PROMUSICAE)              | 73              |
| Swedish Albums (Sverigetopplistan)       | 44              |
| Swiss Albums (Schweizer Hitparade)       | 24              |
| UK Albums (OCC)                          | 119             |
| US Billboard 200                         | 75              |
| US Independent Albums (Billboard)        | 6               |
| US Top Rock Albums (Billboard)           | 10              |
| US Top Hard Rock Albums (Billboard)      | 1               |